# Bulbophyllum remiferum
Bulbophyllum remiferum är en orkidéart som beskrevs av Cedric Errol Carr. Bulbophyllum remiferum ingår i släktet Bulbophyllum och familjen orkidéer.
Artens utbredningsområde är Sumatera. Inga underarter finns listade i Catalogue of Life.